# برايان هولتون
برايان هولتون (بالإنجليزية: Brian Holton)‏ هو مترجم نيجيري، ولد في 11 يوليو 1949.